# Amadou Diawara
Amadou Diawara (Conakry, 17 de julio de 1997) es un futbolista guineano que juega como centrocampista en el C. D. Leganés de la Segunda División de España.

## Trayectoria

### San Marino Calcio
Luego de estar a prueba con San Marino, el primer equipo lo reclutó de inmediato al ver su capacidad.
Se integró al club para jugar el segundo semestre de la temporada 2014-15, habían cosechado 16 puntos de 69 posibles, registraban 3 victorias en 23 partidos jugados.
Debutó como profesional el 8 de febrero de 2015 en la fecha 24 de la Lega Pro, a pesar de ser su primer partido fue titular y jugó los 90 minutos contra Santarcangelo, pero perdieron 3 a 1. Su debut lo disputó con 17 años y 206 días.
Demostró buen nivel y mantuvo el puesto como titular. Al partido siguiente, se enfrentó a L'Aquila, fue un partido parejo y en el minuto 89 convirtieron el gol del triunfo, lo que permitió ganar 3 a 2. La fecha posterior, jugó desde el comienzo contra SPAL, perdían por un gol pero terminaron empatando 1 a 1. La racha continuó en su tercer juego, como rival tuvo a Pistoiese y ganaron 1 a 0.
Finalizó la temporada con dos triunfos más en las últimas dos fechas, pero a pesar de eso San Marino no pudo salir de la última posición de la tabla. Descendieron directamente a la Serie D, máxima categoría del amateurismo.
Amadou jugó 14 partidos, todos como titular, acumuló 1236 minutos y en dos oportunidades fue sustituido. A pesar de la mala campaña del club, se destacó y varios equipos profesionales pusieron sus ojos en él. Su próximo destino estaría en Italia, la Serie A.

### Bologna F. C. 1909
Bolonia fichó a Diawara por unos 600 000 euros, el 23 de junio de 2015 el club anunció su incorporación. A pesar de su edad no se unió al equipo Primavera, sino al plantel absoluto y comenzó la pretemporada con ellos.
El 15 de julio, jugó un partido amistoso contra Sciliar, en el segundo tiempo entró y ganaron 6-0. Su segundo partido amistoso lo jugó el 18 de julio, con 18 años recién cumplidos, esta vez el rival fue un club profesional, Al-Ahli, Diawara ingresó en el minuto 60 y ganaron 1-0. El 22 de julio se enfrentaron al Spezia, pero perdieron 2-1 y Amadou jugó 45 minutos. Jugaron contra el Südtirol el 26 de julio, entró en el minuto 70 y ganaron 1-0. Después jugaron contra Bolonia Primavera y ganaron 2-1. Cerró la pretemporada el 8 de agosto con un partido amistoso contra el mismo club que debutó oficialmente, el Santarcangelo, ingresó en el minuto 40 y ganaron 3 a 0.
Debutó oficialmente con Bolonia el 14 de agosto, en la tercera ronda de la Copa Italia, entró en el descanso por Luca Rizzo pero perdieron 0-1 contra Pavia. Fue el jugador número 854 en la historia del club en debutar, lo hizo con 18 años y 28 días.
Debutó en la fecha 1 de la Serie A 2015/16 contra Lazio el 22 de agosto, y el técnico Delio Rossi lo mandó al campo en el minuto 82 por Lorenzo Crisetig, pero perdieron 2 a 1 en el Estadio Olímpico ante más de 19.400 espectadores.
En las jornadas 2 y 3, nuevamente tuvo minutos desde el banquillo, pero perdieron ambos partidos. El 20 de septiembre jugó por primera vez como titular, fue contra Frosinone y ganaron 1-0.
Después de tener rodaje y mostrarse en la Serie A, el Schalke 04 ofreció 13 millones de euros por sus servicios, pero la oferta fue rechazada.
Amadou mantuvo el nivel en la segunda parte de la temporada, totalizó 34 partidos jugados en Serie A, de los cuales en 31 fue titular. Pero descuidó su disciplina en el campo, ya que recibió un total de 10 tarjetas amarillas y se perdió 2 partidos por cumplir con la suspensión al llegar a las 5; además, fue expulsado en 2 ocasiones, contra Empoli y Milan.
Realizó la preparación de la temporada 2016/17 con el club, pero no llegó a disputar un partido oficial porque cambió de equipo. Dejó el Bolonia con 35 partidos jugados como profesional.

### S. S. C. Napoli
El 26 de agosto de 2016 se anunció su salida del Bolonia para incorporarse al Napoli.
Debutó con su nuevo club el 20 de octubre, en la fase de grupos de la Champions League, entró en el minuto 70 sustituyendo a Jorginho para enfrentar a Beşiktaş en San Paolo, pero perdieron 2-3.
En el plano local, el 23 de octubre jugó por primera vez en la Serie A con la camiseta napolitana: fue titular en la fecha 9 ante el Crotone, estando los 90 minutos en cancha (los napolitanos ganaron 1-2). Terminó su primera temporada en Nápoles totalizando 28 presencias (18 en la liga, 6 en Champions y 4 en Copa Italia).
El 17 de octubre de 2017 marcó su primer gol como profesional tirando un penalti en el partido de Champions contra el Manchester City. El 8 de abril anotó su primer gol en la Serie A contra el Chievo Verona en el minuto 93, gracias al que el Napoli ganó 2 a 1.

### A. S. Roma
El 1 de julio de 2019 firmó por la A. S. Roma para las siguientes cinco temporadas.

## Estadísticas

### Clubes
Actualizado al 1 de junio de 2025.
| Club                          | Div.          | Temporada     | Liga  | Liga  | Copas nacionales | Copas nacionales | Torneos internacionales | Torneos internacionales | Total | Total |
| Club                          | Div.          | Temporada     | Part. | Goles | Part.            | Goles            | Part.                   | Goles                   | Part. | Goles |
| ----------------------------- | ------------- | ------------- | ----- | ----- | ---------------- | ---------------- | ----------------------- | ----------------------- | ----- | ----- |
| San Marino Calcio San Marino  | 3.ª           | 2014-15       | 15    | 0     | 0                | 0                | —                       | —                       | 15    | 0     |
| San Marino Calcio San Marino  | Total club    | Total club    | 15    | 0     | 0                | 0                | 0                       | 0                       | 15    | 0     |
| Bologna F. C. 1909 · Italia   | 1.ª           | 2015-16       | 34    | 0     | 1                | 0                | —                       | —                       | 35    | 0     |
| Bologna F. C. 1909 · Italia   | Total club    | Total club    | 34    | 0     | 1                | 0                | 0                       | 0                       | 35    | 0     |
| S. S. C. Napoli · Italia      | 1.ª           | 2016-17       | 18    | 0     | 4                | 0                | 6                       | 0                       | 28    | 0     |
| S. S. C. Napoli · Italia      | 1.ª           | 2017-18       | 18    | 1     | 1                | 0                | 8                       | 1                       | 27    | 2     |
| S. S. C. Napoli · Italia      | 1.ª           | 2018-19       | 13    | 0     | 2                | 0                | 4                       | 0                       | 19    | 0     |
| S. S. C. Napoli · Italia      | Total club    | Total club    | 49    | 1     | 7                | 0                | 18                      | 1                       | 74    | 2     |
| A. S. Roma · Italia           | 1.ª           | 2019-20       | 22    | 1     | 2                | 0                | 6                       | 0                       | 30    | 1     |
| A. S. Roma · Italia           | 1.ª           | 2020-21       | 18    | 1     | 0                | 0                | 10                      | 0                       | 28    | 1     |
| A. S. Roma · Italia           | 1.ª           | 2021-22       | 4     | 0     | 0                | 0                | 4                       | 0                       | 8     | 0     |
| A. S. Roma · Italia           | Total club    | Total club    | 44    | 2     | 2                | 0                | 20                      | 0                       | 66    | 2     |
| R. S. C. Anderlecht · Bélgica | 1.ª           | 2022-23       | 22    | 1     | 2                | 0                | 11                      | 0                       | 35    | 1     |
| R. S. C. Anderlecht · Bélgica | 1.ª           | 2023-24       | 11    | 0     | 1                | 0                | ―                       | ―                       | 12    | 0     |
| R. S. C. Anderlecht · Bélgica | 1.ª           | 2024-25       | 0     | 0     | 0                | 0                | 0                       | 0                       | 0     | 0     |
| R. S. C. Anderlecht · Bélgica | Total club    | Total club    | 33    | 1     | 3                | 0                | 11                      | 0                       | 47    | 1     |
| RSCA Futures · Bélgica        | 2.ª           | 2024-25       | 4     | 0     | ―                | ―                | ―                       | ―                       | 4     | 0     |
| RSCA Futures · Bélgica        | Total club    | Total club    | 4     | 0     | 0                | 0                | 0                       | 0                       | 4     | 0     |
| C. D. Eldense · España        | 2.ª           | 2024-25       | 12    | 2     | ―                | ―                | ―                       | ―                       | 12    | 2     |
| C. D. Eldense · España        | Total club    | Total club    | 12    | 2     | 0                | 0                | 0                       | 0                       | 12    | 2     |
| C. D. Leganés · España        | 2.ª           | 2025-26       | 0     | 0     | 0                | 0                | ―                       | ―                       | 0     | 0     |
| C. D. Leganés · España        | Total club    | Total club    | 0     | 0     | 0                | 0                | 0                       | 0                       | 0     | 0     |
| Total carrera                 | Total carrera | Total carrera | 191   | 6     | 13               | 0                | 49                      | 1                       | 253   | 7     |

## Palmarés

### Títulos internacionales
| Título                             | Club       | Sede   | Año  |
| ---------------------------------- | ---------- | ------ | ---- |
| Liga Europa Conferencia de la UEFA | A. S. Roma | Tirana | 2022 |

### Distinciones individuales
| Distinción                                                                               | Año  |
| ---------------------------------------------------------------------------------------- | ---- |
| Parte de los 50 mejores futbolistas sub-18 del mundo según medio Goal.com                | 2016 |
| Parte de los 50 mejores futbolistas sub-20 del mundo según medio La Gazzetta dello Sport | 2016 |